# Alexander Bagrationi
Aleksandr ou Alexander Bagrationi, né le 13 juillet 1990 à Ternopil (Ukraine), est un joueur d’échecs ukrainien puis israélien, grand maître international depuis 2014.

## Biographie
Bagrationi est diplômé de l’Université nationale d’économie de Ternopil en 2011.
Il commence à jouer aux échecs à l’âge de 6 ans. Le premier entraîneur et mentor, comme c’est souvent le cas aux échecs, a été son père.
À l’âge de 12 ans, il devient candidat au titre de maître des sports. À l’âge de 19 ans, il obtient le titre de maître international.
Multiple vainqueur et lauréat de tournois internationaux et nationaux, Bagrationi a les titres de grand maître international (2014) et de maître international d'échecs par correspondance, décerné par l'ICCF en 2009.
Il est Champion de Jérusalem 2018.
Il est affilié à la fédération israélienne depuis 2020.

## Palmarès
| Année | Ville      | Tournoi                       | + | − | = | Résultat  | Référence |
| ----- | ---------- | ----------------------------- | - | - | - | --------- | --------- |
| 2010  | Eupatoria  | Eupatoria 2010                | 5 | 0 | 4 | 7 sur 9   | [ 4 ]     |
|       |            | Seversky Donets 2010          | 7 | 0 | 6 | 10 sur 13 | [ 5 ]     |
| 2014  | Dombaï     | Dombaï 2014                   | 5 | 0 | 4 | 7 sur 9   | [ 6 ]     |
|       | Tcherkessk | Tcherkessk 2014               | 5 | 0 | 4 | 7 sur 9   | [ 7 ]     |
| 2018  | Jérusalem  | Championnat de Jérusalem 2018 | 9 | 0 | 0 | 9 sur 9   |           |

Autres victoires :
- Brno 2009[8]
- Unna 2021[9]
- Sparkassen 2021 (open en ligne)[10]